# 白蓮教
白蓮教是跨越多个中國朝代的秘密民间宗教组织，发展过程中融入了包括彌勒教在内的其他组织的内容，但一般认为主源是白蓮宗而来。因其教徒禁食葱乳，受持五戒，不杀生不饮酒，其派神職人員不出家，多娶妻生子，常被視為附佛外道和邪教而遭朝廷查禁。白蓮教作为一個秘密民间宗教组织，在历史上发动多次民变，屡次受到镇压。
在元朝時，白莲教与明教、红巾军、彌勒信仰有關。元末白蓮教和明朝建國的關係亦有專書介紹。在明朝以後，接受了「無生父母」思想。

## 发展

### 南宋
白蓮宗不杀生、不饮酒，禁食葱乳，严守护生之戒，因此宗徒号稱「白莲菜」，又称「茹茅阇梨菜」。外人则称之为「喫菜事魔」。茅子元去世后，有小茅阇梨继承茅子元之教，使之盛行南方，由于出家僧眾對在家俗眾并無強制約束力，對冒稱白蓮道人觸犯刑法者，亦無從管制，又混雜民間信仰，因而日久渐生风俗坏乱之弊，“庶俗僭稱活佛如來，婦人擅號佛母大士”，妄談般若，亂說災祥。因此常被取締。也因此流傳不廣，故影响不大。
而後，在教义上，白蓮宗受到彌勒教影響，从崇奉極樂世界的阿彌陀佛改信奉兜率內院的「當來下生娑婆世界」的彌勒佛，以淨土宗的譬喻「火中生白蓮」為象徵，並混合了明教的内容。

### 元朝
白蓮宗以彌勒佛將會來救世的傳說，作為號召，動輒宣稱彌勒佛下生，起兵造反，自然也开始反抗元朝统治。元世祖至元十七年（1280年）春，江西都昌县杜万一（又名杜可用）号称“杜圣人”，以白莲宗组织发动起事，后自称「天王」，改元「万乘」。这是白莲宗诞生后策动的第一次民变；但因为白莲宗与白莲教在历史上界定区分并不明确，因此也被认为是白莲教第一次民变。
元武宗至大元年（1308年），因皇帝認為此等人物「有妻子，身已不清淨」，勅禁白莲社。时有庐山东林寺释普度，自承慧遠留下的千年正教，致力于复教运动，撰寫《庐山莲宗宝鉴》10卷，阐明了子元所倡白莲宗的真义，上奏朝廷。于是白蓮宗于元仁宗皇庆元年（1312年）得以复教。普度受命为教主，世称优昙宗主。在宗教政策寬鬆白蓮教可以公開傳播时期，白蓮教宣揚“彌勒佛下生”、“明王出世”，其勢力滲透到河南、江淮和長江流域地區。但是，宗門的情弊仍未改善，复有社会反對分子潛入，故元英宗至治二年（1322年）后又遭禁断。
此后該教的僧人漸漸遠離“白蓮宗”的名號，回歸到正統佛教當中，而民間仍在繼續流傳，并进一步与弥勒教、白雲教、明教等相混合，称为白莲教，成为民间秘密宗教。泰定二年（1325年），河南息州白莲教赵丑厮、郭菩萨宣传「弥勒佛当有天下」，聚众起事。元顺帝至元三年（1337年），河南陈州白莲教胡闰儿（棒胡）称弥勒佛已经降生，聚众烧香起事。顺帝至元四年（1338年），江西袁州彭莹玉、周子旺组织白莲教起事。
顺帝至正十一年（1351年），元朝政府强徵民夫堵塞黄河缺口，引发了全国规模的紅巾軍大起義，紅巾軍即與白蓮教有密切的關係，元末朱元璋依附“明教”起義，宣稱“黑暗即將過去，光明將要到來”，其實也受到白蓮教影響。至此，弥勒教正式融入白莲教。

### 明朝
元朝末年紅巾軍領袖，韓山童父子便是以家傳白蓮教聚眾起事，宣传口號為“弥勒降生”、“明王出世”。後朱元璋亦以“明”為國號。朱元璋成為皇帝之後，知道白蓮教會對其帝國構成威脅，納李善長之議，多次取缔白莲教，《大明律》規定“为首者绞，从者各杖一百，流三千里。”明成祖永乐十八年二月（1420年）山东白莲教女教首唐賽兒发动起義，旋即失败。
成化十八年（1482年），山東即墨軍人羅清在北直隸創立了羅教，提倡「真空家鄉，無生父母」的教義，認為人終究必須回到「無生父母」的身邊，而「無生父母」成為最高階的主神。「無生父母」此一概念，演變為惟一的神「無生老母」，無生老母為白蓮教等等教派所接受，幾乎皆以「無生老母」為主神，並有三教合流的姿態，宣揚「無生老母」將派遣彌勒佛下凡拯救世人。
万历年間，有所謂的聞香教，“薊州人王森得妖狐異香，倡白蓮教，自稱聞香教主。其徒有大小傳頭及會主諸號，蔓延畿輔、山東、山西、河南、陝西、四川。森居灤州石佛座，徒黨輸金錢稱朝貢，飛竹籌報機事，一日數千里。……四十二年，森復為有司所攝。越五歲，斃於獄。” 王森伏誅後，信徒山東巨野的徐鴻儒、北直武邑的于弘志分別發動武裝叛乱，均遭明朝鎮壓。
万历十五年（1587年），都察院左都御史辛自修奏：“白莲教、无为教、罗教，蔓引株连，流传愈广，踪迹诡秘。北直隶、山东、河南颇众。”，萬曆二十五年刑部侍郎呂坤奏稱：“白蓮結社，遍及四方，教主傳頭，所在成聚。倘有招呼之首，此其歸附之人。” 万历四十三年，白蓮教發展至高峰，“近日妖僧流道聚众谈经，醵钱轮会。一名涅槃教，一名红封教，一名老子教。又有罗祖教、南无教、净空教、悟明教、大成无为教，皆讳白莲之名”。

### 清朝
清兵入關統一中國後，白蓮教又與許多民間宗教融合，如老官齋、八卦教，其名目繁多，加上舊有支派，竟高達百餘種，教義更加蕪雜。清朝的白莲教徒以反抗为己任，倡言“日月復來”，举起反清复明的旗帜，从而遭到清朝镇压。
清顺治、康熙、雍正、乾隆时期，白莲教活动频繁。到了乾隆後期，清朝國力開始下降，是白蓮教鼎盛時期，在東北和南方各省廣泛流行，其中又以大乘教流行最廣。乾隆三十九年（1774年）清水教徒王倫聚眾起事。
嘉慶年間白蓮教與地方人民結合，引發川楚教亂頗傷清朝國力，之後在嘉慶十八年（1813年）發生的天理教之亂是最後一次白蓮教名義的叛亂，之後逐漸消失於歷史。
光緒二十四年（1898年），山東義和團之扶清滅洋運動的主要團隊、有部分追溯起源於白蓮教的分支派八卦教。

## 影響
- 直到近代，白蓮教仍未消失，但已發生質變現象。根據清末學者勞乃宣考證，義和團起源於白蓮教[15]。但義和團的信仰主要為中國主流文化的宗教信仰，如義和團提出的保“華教”、反“洋教”，華教主要是尊孔教、講人倫、祀祖宗、尊玉皇、拜關帝、誦觀音、念彌陀等這些民間主流的三教合流信仰，但偏激极端，並不全然同於白蓮教。但不可否認，包括義和團在內的許多民間宗教與團體，都與白蓮教息息相關，他們有著相似的信仰及傳說，通常以「無生老母」為主神，以彌勒佛救世為號召。

- 白莲教在民间流传盛广，出现许多英雄人物，在《聊齋誌異》故事裏也有反映。

- 白莲教思想也與後代的許多宗教有淵源關係，如羅教、在理教等。

## 相關影視作品
- 1980年香港邵氏兄弟出品《洪文定三破白蓮教》，羅烈自導自演；
- 1992年北京電影製片廠與遼寧電影製片廠聯合出品《白衣俠女》，王占軍編劇，張華勛導演。[16]
- 1992年香港嘉禾電影出品《黃飛鴻之二：男兒當自強》，徐克導演，李連傑主演；
- 2018年北京淘梦影业有限公司出品《黃飛鴻之怒海雄風》，麥子善導演，趙文卓主演。